# Mohawk (volk)
De Mohawk, ook bekend onder hun autoniem Kanien'kehá:ka, zijn een inheems Noord-Amerikaans volk en de meest oostelijke natie van de Haudenosaunee of Irokezen. De Mohawk spreken een Irokese taal. Ten tijde van de Europese kolonisatie, leefden de Mohawk in het noorden van wat nu de Amerikaanse staat New York is, met uitlopers tot in het zuiden van Québec, het oosten van Ontario, zuidwaarts tot in New Jersey en Pennsylvania en oostwaarts tot in Vermont. Ten westen van hen leefden de Oneida, een verwant volk.
Er zijn nog altijd erkende gemeenschappen van Mohawk in en rondom New York en het zuidoosten van Canada.

## Namen
De naam "Mohawk" zou oorspronkelijk uit het Algonkin komen en betekent "ze eten levende dingen", mogelijk een verwijzing naar kannibalisme. Deze naam werd later overgenomen door Europese kolonisten, maar wordt door veel leden van het volk zelf gezien als een exoniem. De naam werd later gebruikt om een hanenkam als kapsel aan te duiden, doordat de Mohawk vaak zo'n hanenkam droegen wanneer ze ten strijde trokken.
De Mohawk noemen zichzelf Kanien'kehá:ka, wat betekent 'mensen van de plaats van de vuursteen' en verwijst naar hun traditionele rol als bewerkers en handelaren in vuursteen, een belangrijk materiaal voor werktuigen en wapens. 

## Geschiedenis
De Kanien'kehá:ka bewoonden traditioneel een gebied dat zich uitstrekte over het huidige noordelijke deel van de staat New York, het zuiden van Quebec en delen van Ontario. Hun samenleving was gebaseerd op landbouw (vooral maïs, bonen en pompoen), jacht en visserij.
Nederlandse kolonisten vanuit Nieuw-Nederland kwamen vaak in aanraking met de Mohawk in de loop van de handel. Dit gebeurde zo vaak dat sterke relaties tussen Nederlandse en Mohawk gemeenschappen ontstonden. Mohawk Dutch is de naam van de taal die door de afstammelingen van de Nederlandse kolonisten en de Mohawk gesproken werd. De gewoonten en leefomstandigheden van de Mohawk werden beschreven in de dagboeken van Harmen Meyndertsz van den Bogaert in 1634.
In de 17e en 18e eeuw stonden zij in direct contact met Franse en later Britse kolonisten, wat leidde tot handel maar ook tot conflicten, onder meer tijdens de Franse en Indiaanse Oorlogen. In de Amerikaanse Onafhankelijkheidsoorlog vochten delen van de Kanien'kehá:ka aan Britse zijde, wat na de oorlog leidde tot onteigening en migratie naar Canada.
Begin 20e eeuw kwamen veel Mohawks in de bouw in New York terecht. Door hun goede evenwichtsgevoel en doordat ze zelden last hadden van hoogtevrees bleken ze uitstekende bouwers van wolkenkrabbers te zijn.

## Samenleving en cultuur
De Kanien'kehá:ka hebben een matrilineaire samenleving: afstamming en clanlidmaatschap worden via de moederlijn doorgegeven. Dorpen werden traditioneel bestuurd via een raad van clanmoeders en hoofden, waarin consensus een belangrijk principe was.
Hun cultuur maakt deel uit van de bredere Haudenosaunee-traditie, met de Grote Wet van Vrede als leidend politiek en spiritueel fundament. Ceremoniën, verhalen en dansen spelen een centrale rol in het culturele leven.

## Taal
De eigen taal, Kanien’kéha, behoort tot de Noordelijke Irokezen-taalfamilie. Hoewel het aantal moedertaalsprekers in de 20e eeuw sterk terugliep, zijn er sinds de jaren 1980 verschillende revitaliseringsprogramma’s gestart, bijvoorbeeld in Kahnawà:ke en Akwesasne, om het taalgebruik onder jongeren te stimuleren.

## Bekende Mohawks
- Hiawatha, legendarische leider van de Irokezen
- E. Pauline Johnson, Canadees dichteres
- Kiawentiio, Canadees actrice en zangeres[2]